# Johnny Spillane
John „Johnny“ Spillane (* 24. November 1980 in Steamboat Springs) ist ein ehemaliger US-amerikanischer Nordischer Kombinierer, der aber auch mehrmals bei unterklassigen Wettbewerben im Skispringen antrat.

## Werdegang

### Nordische Kombination
Spillane begann 1990 mit dem Skisport beim Steamboat Springs Winter Sport Club. Bereits wenig später startete er bei nationalen Wettbewerben. 1995 wurde er in den B-Nationalkader aufgenommen und startete in der Saison 1995/96 erstmals im B-Weltcup der Nordischen Kombination. Bei den Nordischen Junioren-Skiweltmeisterschaften 1999 gewann er gemeinsam mit Carl Van Loan, Jed Hinkley und Bill Demong die Goldmedaille im Teamwettbewerb. Daraufhin gelang ihm der Sprung in den Nationalkader und reiste zwei Wochen später als Teammitglied zur Nordischen Skiweltmeisterschaft 1999 in Ramsau am Dachstein. Mit Rang 32 im Einzel und Rang 37 im Sprint blieb er in den Einzeldisziplinen ohne Erfolg. Auch mit der Mannschaft kam er über Rang 10 nicht hinaus.
Zum Ende der Saison 1998/99 gelang Spillane im B-Weltcup in Klingenthal ein Sieg sowie ein Dritter Rang. Bei den Nordischen Junioren-Skiweltmeisterschaften 2000 in Štrbské Pleso gewann er mit der Mannschaft Silber. Am 2. Dezember 2000 gab Spillane in Kuopio sein Debüt im Weltcup der Nordischen Kombination. Einen Tag später gelang ihm Rang 22 im Massenstart erstmals ein Ergebnis in den Weltcup-Punkterängen. Im B-Weltcup gelang ihm wenige Tage später in Salt Lake City ein erneuter Sieg. Zurück im Weltcup gewann er in Reit im Winkl erneut Weltcup-Punkte.

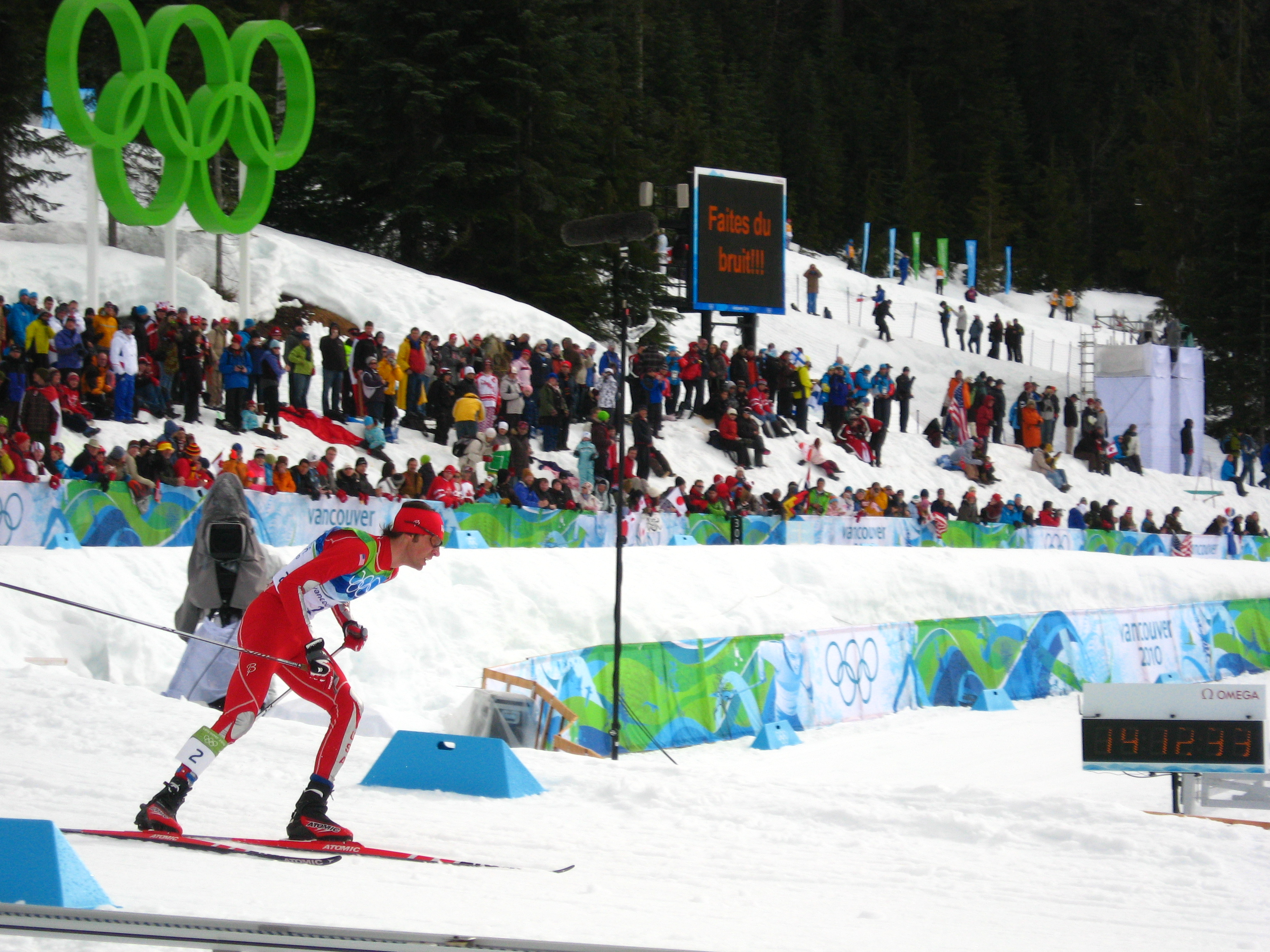
Johnny Spillane in Vancouver 2010

Zur Nordischen Skiweltmeisterschaft 2001 in Lahti verpasste er erneut eine Top-Platzierung. Zum Saisonende verpasste er beim Weltcup in Oslo seine erste Top-10-Platzierung als 12. nur knapp. Bei den Olympischen Winterspielen 2002 in Salt Lake City verpasste er mit dem Team im Mannschaftswettbewerb als Vierter nur knapp eine Medaille. In den beiden Einzeldisziplinen erreichte er je den 32. Platz.
Beim Sommer-Grand-Prix 2002 gelangen Spillane in Winterberg und Berchtesgaden erstmals zwei Top-10-Platzierungen bei einem A-Klasse-Rennen. In die Saison 2002/03 startete er erfolgreich mit einem 10. Platz in Kuusamo. Überraschend konnte Spillane wenig später in Trondheim drei Podestplätze erreichen, darunter zwei dritte und ein zweiter Platz. In Harrachov verpasste er einen weiteren Podestplatz als Vierter nur knapp.
Bei der Nordischen Skiweltmeisterschaft 2003 im Val di Fiemme gelang ihm im Sprint der Gewinn der Goldmedaille und damit seines ersten Einzel-Weltmeistertitels. Es blieb im Verlauf seiner Karriere die einzige Weltmeisterschaftsmedaille, die er gewinnen konnte. Mit der Mannschaft verpasste er als Fünfter eine weitere Medaille. Im Weltcup gelangen ihm auch weiter gute Platzierungen, so dass er seine erfolgreichste Saison schließlich auf dem siebenten Rang der Gesamtwertung beendete.
In der Folge gelang es ihm nur schwer an diesen Erfolg anzuknüpfen. Spillane erreichte zwar einige Male die Top 10, konnte sich aber dort nicht fest platzieren. Teilweise verpasste er sogar die Punkteränge. Beim Sommer-Grand-Prix 2004 erreichte er nach einem Sieg in Oberstdorf am Ende den dritten Platz der Gesamtwertung.
Auch bei der Nordischen Skiweltmeisterschaft 2005 in Oberstdorf blieb Spillane ohne Top-Ergebnis und Medaille. Auch in die Saison 2005/06 startete er mit nur einem Punkteerfolg in Oberhof. Trotz des ausbleibenden Erfolgs ging er bei den Olympischen Winterspielen 2006 erneut an den Start. Mit Rang 10 im Sprint bewies er dabei noch einmal alte Stärke. Mit der Mannschaft und auch im Gundersen-Einzel verpasste er die Top-Ränge deutlich.
In die Saison 2006/07 startete Spillane wieder mit einem Top-10-Rang in Lillehammer. Es dauerte jedoch bis November 2007 in Kuusamo, wo Spillane im Sprint als Zweiter nach Jahren wieder einen Podestplatz feiern konnte. Nachdem es zwar sein einziger Podestplatz der Saison blieb, Spillane aber auch weiter gute Punktegewinne feiern konnte, beendete er die Saison als 19. wieder unter den Top 20 der Gesamtwertung. Noch einmal eine starke Leistung bewies Spillane in der Saison 2009/10. Am 3. Januar 2010 gelang ihm mit dem Sieg in Oberhof sein erster und einziger Weltcup-Erfolg.
Bei den Olympischen Winterspielen 2010 in Vancouver gewann der US-Amerikaner die Silbermedaille im Gundersen Normalschanze. Es war auch die erste US-amerikanische Olympiamedaille in der Nordischen Kombination in der Geschichte der Olympischen Spiele. Wenige Tage später gewann Spillane gemeinsam mit Brett Camerota, Todd Lodwick und Bill Demong auch die Silbermedaille im Team-Wettbewerb und zwei Tage später holte er im Einzelbewerb von der Großschanze über 10 km seine dritte Silbermedaille. Die Weltcup-Saison beendete er wenig später auf Platz neun der Gesamtwertung.
Nachdem er jedoch in der Folge meist an den Erfolgsrängen vorbeisprang und -lief beendete Spillane schließlich nach einem erfolglosen Start bei der Nordischen Skiweltmeisterschaft 2013 im Val di Fiemme seine aktive Karriere.

### Skispringen
Im Skispringen trat er bei vier Continental-Cup-Springen an. Am 28. September 2002 konnte er in Park City den fünften Platz erreichen. Am nächsten Tag konnte er sogar den zweiten Platz belegen. Im nächsten Jahr trat er erneut bei den Springen in Park City an, verpasste aber mit den Plätzen 36 und 33 bei beiden Springen den zweiten Durchgang. 2004 trat er erneut in Park City an, hier aber bei zwei FIS-Wettbewerben, wo er die Plätze drei und vier belegte. Bei den beiden FIS-Springen traten ausschließlich Springer aus den USA und aus Kanada an.
Spillane gewann 2003 in Steamboat Springs und 2008 in Salt Lake City den US-Meistertitel im Skispringen.

### Nach dem Sport
Bereits 2013 erwarb Spillane in seiner Heimat Steamboat Springs von Tim Kirkpatrick einen Shop für Fliegenfischer.

## Erfolge

### Weltcupsiege
| Nr. | Datum          | Ort     | Disziplin |
| --- | -------------- | ------- | --------- |
| 1.  | 3. Januar 2010 | Oberhof | Gundersen |

## Weltcup-Statistik
Die Tabelle zeigt die erreichten Platzierungen im Einzelnen.
- Platz 1.–3.: Anzahl der Podiumsplatzierungen
- Top 10: Anzahl der Platzierungen unter den ersten zehn
- Punkteränge: Anzahl der Platzierungen innerhalb der Punkteränge
- Starts: Anzahl gelaufener Rennen in der jeweiligen Disziplin

| Platzierung         | Einzel a | Sprint | Massenstart | Team   | Team    | Gesamt |
| Platzierung         | Einzel a | Sprint | Massenstart | Sprint | Staffel | Gesamt |
| ------------------- | -------- | ------ | ----------- | ------ | ------- | ------ |
| 1. Platz            | 1        |        |             |        |         | 1      |
| 2. Platz            | 1        | 1      |             |        |         | 2      |
| 3. Platz            | 1        | 2      |             |        |         | 3      |
| Top 10              | 23       | 14     | 1           | 1      | 8       | 47     |
| Punkteränge         | 62       | 38     | 9           | 2      | 10      | 121    |
| Starts              | 89       | 53     | 14          | 2      | 11      | 169    |
| Stand: Karriereende |          |        |             |        |         |        |